# Liste profanierter Kirchen im Bistum Limburg

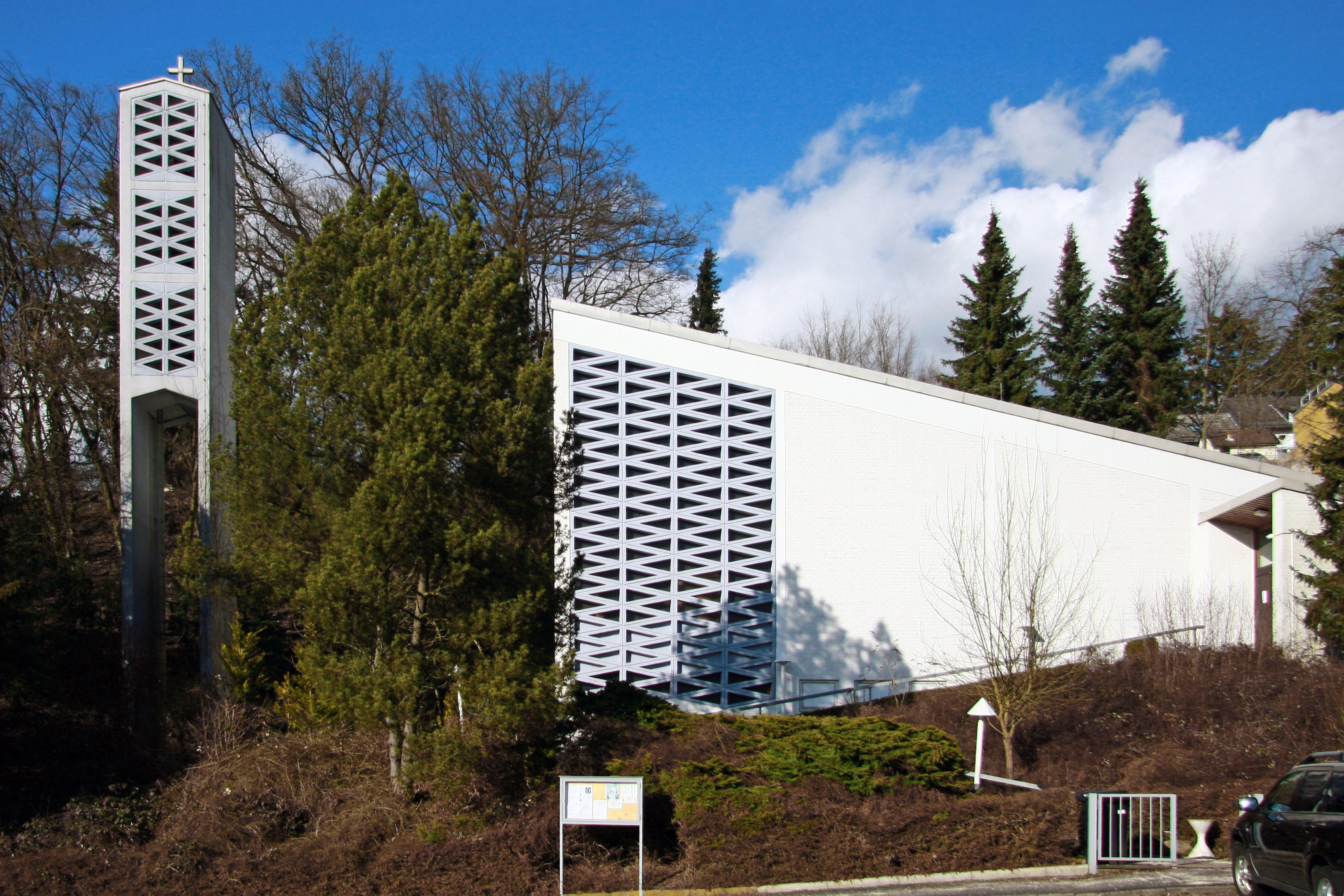
St.-Johannes-Kirche in Wiesbaden-Rambach

Die Liste profanierter Kirchen im Bistum Limburg führt Kirchen und Kapellen im Bistum Limburg auf, die profaniert wurden. Sie wurden oder werden verkauft, umgewidmet, umgebaut oder abgerissen.
- Angelburg, Ortsteil Gönnern, St. Martin: profaniert am 9. September 2020[1]
- Bad Ems, Kapelle im Haus Maria Anna: profaniert am 17. September 2008[2]
- Bad Homburg vor der Höhe
  - Kapelle im Gemeindezentrum St. Franziskus: profaniert am 31. Januar 2015[3]
  - Stadtteil Kirdorf, St. Marien: 2015 profaniert
- Balduinstein, Ortsteil Hausen, Kapelle im Haus Schwalbenstein: profaniert am 13. Januar 2000[4]
- Bischoffen, Ortsteil Niederweidbach, Maria Königin: am 15. November 1964 geweiht,[5] am 14. Dezember 2006 profaniert[6], verkauft und zu Wohnungen umgebaut
- Brechen, Ortsteil Oberbrechen, Kapelle im Schwesternhaus der Armen Dienstmägde: profaniert am 1. Mai 2015[7]
- Dillenburg
  - Stadtteil Frohnhausen, Zum kostbaren Blut: errichtet 1966, profaniert am 30. November 2024[8]
  - Stadtteil Oberscheld, Kirche im Roncallihaus: profaniert am 13. Juni 2025[9]
- Dornburg, Ortsteil Frickhofen, Kapelle im Familien-Ferienheim Maria-Waldrast: profaniert am 25. November 2012[10]
- Eltville am Rhein, Stadtteil Martinsthal, St. Martin: 1964 errichtet, am 9. Oktober 2020 profaniert[11], Umbau zu Wohnungen geplant
- Eschborn, Kapelle im Gemeindezentrum Christ-König: profaniert am 24. Juli 2015[12], Gemeindezentrum durch Neubau ersetzt
- Eschenburg, Ortsteil Hirzenhain-Bahnhof, Zum Heiligen Kreuz: 16. Oktober 1960 Grundsteinlegung, 28. Mai 1961 eingeweiht,[13] 4. Januar 2024 letzter Gottesdienst,[14], profaniert am 14. September 2024[15], Verkauf geplant[16]
- Flörsheim am Main
  - Kapelle im Josefshaus: am 9. Januar 2022 profaniert[17]
  - Kapelle im Marienkrankenhaus: am 9. Januar 2022 profaniert[18]
- Frankfurt am Main
  - Stadtteil Bahnhofsviertel, Kapelle im Konvent der Missionarinnen der Nächstenliebe: profaniert am 26. Dezember 2015[19]
  - Stadtteil Bockenheim, St. Raphael: 1959 errichtet, am 5. Juli 2020 profaniert, Abriss geplant
  - Stadtteil Bornheim, Kapelle im Altenheim St. Josef: profaniert am 7. Oktober 2005[20]
  - Stadtteil Fechenheim, St. Hildegard: 1963 errichtet, am 24. November 2012 profaniert[21], Umbau zum Kindergarten
  - Stadtteil Innenstadt, Kapelle im Kolpinghaus: am 15. März 2011 profaniert[22]
  - Stadtteil Niederrad, Kapelle im Altenheim St. Josef: profaniert am 10. November 2010[23]
  - Stadtteil Nordend
    - Kapelle im St.-Marien-Krankenhaus: am 30. Januar 2017 profaniert[24]
    - St. Michael: 1954 geweiht, am 28. Juli 2023 profaniert[25], Umnutzung zu Begräbniskirche
    - Kapelle im Altenheim Wiesenhüttenstift: am 26. Mai 2006 profaniert[26]

  - Stadtteil Ostend: Kapelle Zur Unbefleckten Empfängnis im Brüderkrankenhaus: am 2. November 2013 profaniert[27]
  - Stadtteil Schwanheim, St. Johannes: am 31. Dezember 2016 profaniert[28], abgerissen und durch am 24. Juni 2021 erbauten Neubau ersetzt
  - Stadtteil Westend, Kapelle im Alfred-Delp-Haus: am 17. September 2008 profaniert[29]
- Friedrichsdorf, Herz Jesu: 1912/1913 errichtet, am 26. Februar 2012 profaniert[30], danach abgerissen
- Geisenheim, Marienkirche: 1956 geweiht, am 8. September 2024 profaniert[31]
- Herborn, Stadtteil Schönbach, Kirche im Rupert-Mayer-Haus: 1976 errichtet, am 30. März 2025 profaniert[32]
- Hofheim am Taunus
  - Kapelle im Provinzhaus: profaniert am 28. Juni 2006[33]
  - Kapelle im Seniorenheim Maria Elisabeth: profaniert am 31. März 2021[34]
- Holzappel, St. Bonifatius: 1878 geweiht, am 8. Juni 2025 profaniert[35]
- Hünstetten, Ortsteil Bechtheim, Zur heiligen Dreifaltigkeit: am 1. Oktober 2007 profaniert[36]
- Kamp-Bornhofen, Kapelle im Josefshaus: am 31. Dezember 2016 profaniert[37]
- Kelkheim (Taunus), Stadtteil Ruppertshain, St. Matthäus: geweiht am 19. März 1967, am 18. September 2022 profaniert[38]
- Kölbingen, Kapelle im Haus St. Josef: profaniert am 30. September 2010[39]
- Königstein im Taunus, Kapelle im Alten- und Pflegeheim St. Raphael: profaniert am 1. November 2011[40]
- Kroppach, Kapelle St. Petrus: profaniert am 15. Oktober 2010[41]
- Lahnstein
  - Stadtteil Friedrichssegen, Herz Jesu: 1937 geweiht, am 21. September 2025 profaniert[42]
  - Stadtteil Oberlahnstein, Heilig Geist: profaniert am 23. Juni 2021[43]
  - Stadtteil Oberlahnstein, Kapelle im Caritas-Altenzentrum St. Martin: am 30. September 2018 profaniert[44]
- Limburg an der Lahn,
  - Kapelle im Exerzitienhaus der Pallottinerinnen: am 31. Oktober 2019 profaniert[45]
  - Kapelle Frankfurter Straße 26: am 15. Oktober 2014 profaniert[46]
  - Kapelle der Armen Dienstmägde Jesu Christi im Priesterseminar: am 28. März 2000 profaniert[47]
  - Stadtteil Staffel, Kapelle in der Kirche St. Josef: am 1. Juli 2016 profaniert[48]
- Lorchhausen, Kapelle in der Niederlassung der Kongregation der Dienerinnen des heiligsten Herzens Jesu: am 27. August 2008 profaniert[49]
- Montabaur, Stadtteil Reckenthal, Herz Jesu: 1960 errichtet, am 28. Januar 2023 profaniert[50]
- Nassau, Kapelle im Marienkrankenhaus: am 30. April 2020 profaniert[51]
- Oberursel
  - Stadtteil Oberstedten, St. Petrus Canisius: am 1. Januar 2009 profaniert[52], durch Neubau an anderer Stelle ersetzt
  - Stadtteil Weißkirchen, St. Johannis: um 1670 errichtet, 1962 Umzug in die neu erbaute Kirche St. Crutzen, 1967 durch Brand teilweise zerstört, 1984 Einweihung als Baudenkmal
- Ötzingen, Ortsteil Sainerholz, Mutterschaft Mariens: 1964 errichtet, am 28. Juni 2023 profaniert[53]
- Pottum, St. Bartholomäus: 1964 errichtet, am 31. Dezember 2020 profaniert[54]
- Runkel, Stadtteil Steeden, Gottesdienstraum im Johanneshaus: 1976 errichtet, am 1. August 2023 profaniert[55]
- Schmitten im Taunus, Ortsteil Oberreifenberg, Kapelle im Pfarrhaus: am 17. September 2008 profaniert[56]
- Schwalbach am Taunus, Kirche im Gemeindezentrum St. Martin, 1973 errichtet, 2010 an freikirchliche Gemeinde vermietet, am 11. November 2024 profaniert[57]
- Siegbach, Ortsteil Eisemroth, Filialkirche: am 14. Dezember 2006 profaniert[58]
- Steinbach (Taunus), St. Bonifatius: am 26. Mai 2013 profaniert[59], durch Neubau ersetzt
- Villmar, Kapelle im Schwesternhaus: am 1. Januar 2023 profaniert[60]
- Wallmerod, Maria Königin: 1963 errichtet, am 3. März 2024 profaniert[61]
- Wehrheim, Ortsteil Friedrichsthal: benediziert am 8. Juli 1962, am 9. Februar 2000 profaniert[62]
- Weilmünster, Ortsteil Laubuseschbach, Christuskapelle: vermutlich in den 1970er Jahren errichtet, am 6. November 2024 profaniert[63]
- Wetzlar, St. Elisabeth: 1965 errichtet, am 4. Januar 2021 profaniert[64], Umnutzung zu koptisch-orthodoxer Kirche
- Wiesbaden
  - Kapelle im Brüderhaus: profaniert am 15. März 2007[65]
  - Heilige Familie: geweiht am 30. September 1956, am 21. April 2024 profaniert[66]
  - Kapelle im St.-Josefs-Hospital: profaniert am 3. Dezember 2017[67]
  - Stadtteil Kohlheck, Kapelle im Lorenz-Werthmann-Haus: profaniert am 28. Juni 2006[68]
  - Stadtteil Rambach, St. Johannes: 1963 errichtet, am 27. Dezember 2020 profaniert[69]